# Jeffrey Reiner
Pour les articles homonymes, voir Reiner.
Jeffrey Reiner est un réalisateur et monteur américain.

## Filmographie

### Réalisateur
- 1991 : Blood and Concrete
- 1993 : Une belle emmerdeuse (Trouble Bound)
- 1993 : Power Rangers : Mighty Morphin (série télévisée)
- 1995 : Serpent's Lair
- 1995 : The Marshal (série télévisée)
- 1996 : The Sentinel (série télévisée)
- 1996 : Small Time
- 1998 : Jeux de piste (Catch Me If You Can) (TV)
- 1999 : Fenêtre sur meurtre (The Darklings) (TV)
- 1999 : L'Enfant secret (en) (Evolution's Child) (TV)
- 2000 : Les Associées (The Huntress) (série télévisée)
- 2000 : Personally Yours (TV)
- 2000 : Unité 9 (Level 9) (série télévisée)
- 2001 : Division d'élite (The Division) (série télévisée)
- 2001 : Passion impossible (Another Day) (TV)
- 2002 : The Real World Movie: The Lost Season (TV)
- 2003 : Columbo : Columbo Likes the Nightlife (TV)
- 2004 : Sur la piste de mon mari (Caught in the Act) (TV)
- 2004 : Hawaii (série télévisée)

### Monteur
- 1988 : Kandyland
- 1988 : Poupées de chair (Cheerleader Camp)
- 1989 : A Sinful Life
- 1989 : Think Big (en)
- 1989 : Terreur sur le campus (en) (Rush Week)
- 1991 : Blood and Concrete
- 1994 : Les trois ninjas contre-attaquent (3 Ninjas Kick Back)
- 1994 : L'Homme de guerre (Men of War)
- 1996 : Panique en plein ciel (en) (Panic in the Skies!) (TV)
- 1998 : Denis la Malice sème la panique (Dennis the Menace Strikes Again!) (vidéo)
- 1998 : Baseketball